# 澳大利亞電訊塔
電訊塔（Telstra Tower；Black Mountain Tower）又翻譯為澳洲電訊塔或黑山塔，座落在澳洲首都特區坎培拉的黑山頂。
塔高192.5（632英尺），是坎培拉地區的至高點，同時也是首都的觀光地標和重要通訊設施。塔上設有景觀餐廳和瞭望台。

## 歷史
1970年4月，當時的郵政局長透過英聯邦住房和建築部（Commonwealth Department of Housing and Construction）針對黑山建立觀光及通訊塔進行可行性研究，以取代紅山的微波中轉站以及黑山上的電視廣播桅杆。
電訊塔的設計原本由英聯邦住房和建築部全權負責，但是因為國家首都局負責統籌澳洲首都領地的整體規劃，兩者之間因而發生了些許衝突。
在塔的審批過程中，在審美和生態的角度上引發了爭議。部分人認為，由於塔樓位於黑山上方和自然保護區之內，因此它將主導堪培拉建築群的外觀。建築工人勞工聯合會（Builders Labourers Federation）亦短暫申請了綠色禁令以阻止施工。亦有人入稟澳洲高等法院，認為聯邦政府沒有建造該塔的憲法權力。法院最後裁定政府勝訴，施工得以開始。
1980年5月15日，時任澳大利亞總理的马尔科姆·弗雷泽為塔樓揭幕，電訊塔正式投入服務。

## 外部連結
- 電訊塔（官方網站） （页面存档备份，存于）
- 電訊塔景觀餐廳（官方網站） （页面存档备份，存于）